# Ficus menabeensis
Ficus menabeensis là một loài thực vật có hoa trong họ Moraceae. Loài này được H.Perrier mô tả khoa học đầu tiên năm 1952.